# Tycho (inslagkrater)
Tycho is een van de bekendste inslagkraters op de maan genoemd naar de 16e-eeuwse Deense astronoom Tycho Brahe. Deze naam werd gegeven door de Italiaanse astronoom en selenograaf Giovanni Battista Riccioli (1598-1671).
Tycho heeft een diameter van 85 km en een diepte van 4850 meter.
Tycho is een zeer jonge (ouderdom geschat op 108 miljoen jaar) en heldere krater, die goed opvalt bij volle maan. De krater heeft het grootste stralenstelsel van de maan. Sommige stralen zijn langer dan 1000 km.

## Locatie
Stralenkrater Tycho bevindt zich in het zuidelijk bekraterde gebied van de naar de Aarde toegekeerde kant van de Maan. In uurwijzerszin ligt Tycho tussen de kraters Sasserides (ten noordnoordoosten), Orontius (ten oostnoordoosten), Pictet en Saussure (ten oosten), Proctor (ten zuidoosten), Street (ten zuiden), Brown en Longomontanus (ten zuidwesten), Montanari (ten westzuidwesten), Wilhelm (ten westen), Heinsius (ten westnoordwesten), Wurzelbauer (ten noordnoordwesten) en Gauricus (ten noorden).

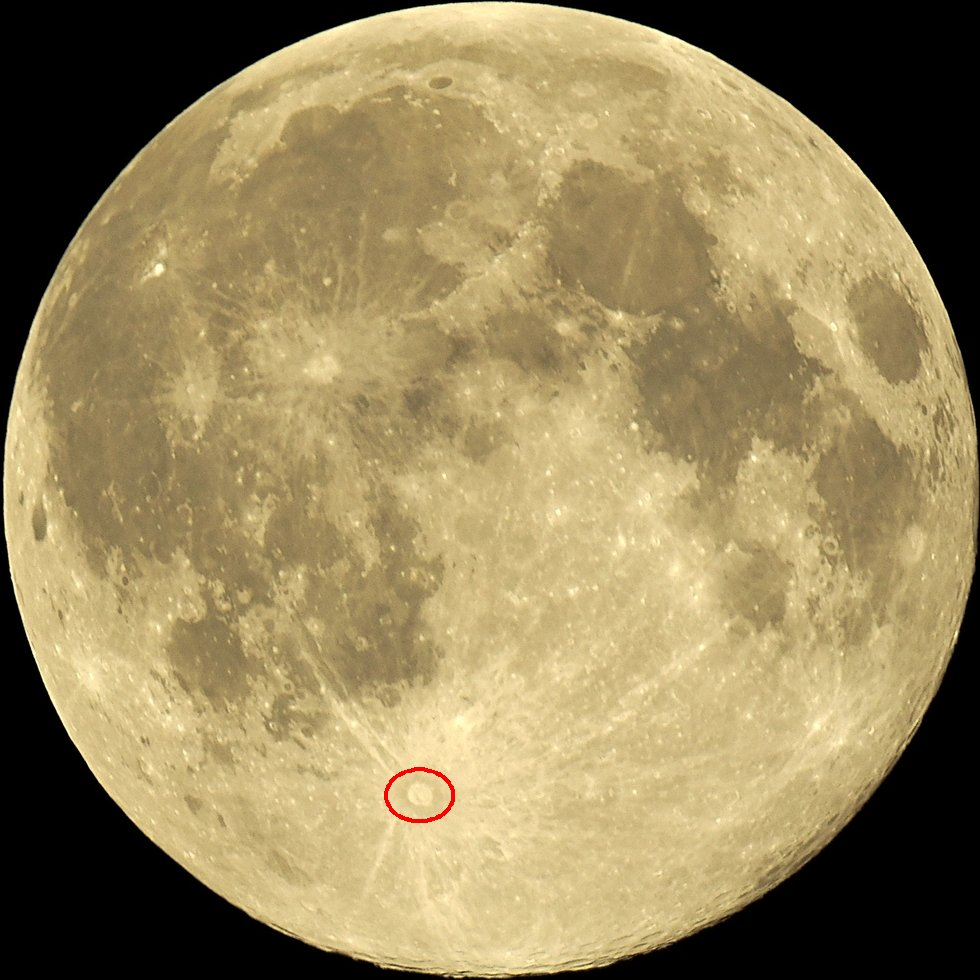
De locatie van Tycho op de maan

## Satellietkraters

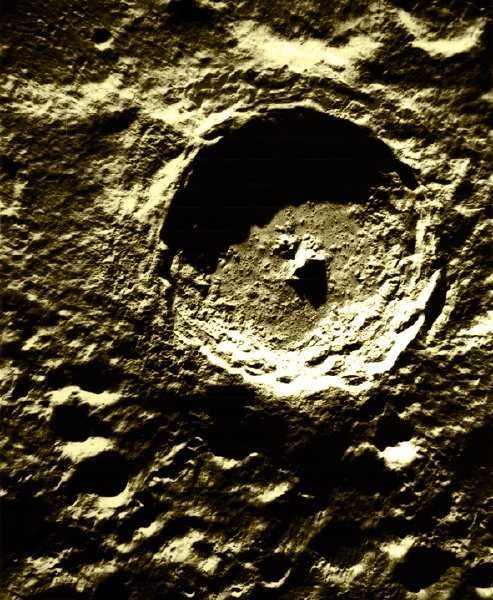
De krater Tycho van dichterbij gezien

| Tycho | Breedtegraad | Lengtegraad | Doorsnede |
| ----- | ------------ | ----------- | --------- |
| A     | 39,94° ZB    | 12,07° WL   | 29 km     |
| B     | 43,99° ZB    | 13,92° WL   | 14 km     |
| C     | 44,12° ZB    | 13,46° WL   | 7 km      |
| D     | 45,58° ZB    | 14,07° WL   | 26 km     |
| E     | 42,34° ZB    | 13,66° WL   | 13 km     |
| F     | 40,91° ZB    | 13,21° WL   | 17 km     |
| H     | 45,29° ZB    | 15,92° WL   | 8 km      |
| J     | 42,58° ZB    | 15,42° WL   | 11 km     |
| K     | 45,18° ZB    | 14,38° WL   | 6 km      |
| P     | 45,44° ZB    | 13,06° WL   | 7 km      |
| Q     | 42,50° ZB    | 15,99° WL   | 20 km     |
| R     | 41,91° ZB    | 13,68° WL   | 4 km      |
| S     | 43,47° ZB    | 16,30° WL   | 3 km      |
| T     | 41,15° ZB    | 12,62° WL   | 14 km     |
| U     | 41,08° ZB    | 13,91° WL   | 20 km     |
| V     | 41,72° ZB    | 15,43° WL   | 4 km      |
| W     | 43,30° ZB    | 15,38° WL   | 21 km     |
| X     | 43,84° ZB    | 15,25° WL   | 12 km     |
| Y     | 44,12° ZB    | 15,93° WL   | 22 km     |
| Z     | 16,35° ZB    | 43,23° WL   | 23 km     |

## De vroegste naamgevingen
De vroegste naam werd gegeven door Pierre Gassendi die in deze stralenkrater de navel van de maan zag (Umbilicus Lunaris). De Zuidnederlandse cartograaf en selenograaf Michael van Langren gaf deze formatie de naam Vladislai IV Reg. Pol. (naar Wladislaus Wasa, koning van Polen en grootvorst van Litouwen, titulair koning van Zweden). Vervolgens gaf Johannes Hevelius aan deze formatie de naam van een Aardse berg, de Sinaïberg in Egypte (Mons Sinai).

## Zichtbaarheid van het stralenstelsel rondom Tycho
Gedurende volle maan is het vrij gemakkelijk om het stralenstelsel rondom Tycho waar te nemen. Een klein verrekijkertje met beeldveld 10° of de zoeker van een kleine telescoop volstaan om het spaakvormige beeld op het zuidelijk halfrond van de maan te zien.

## Nomenclatuur voor het stralenstelsel
De stralen rondom Tycho ontstonden tijdens de secundaire inslagen van objecten uitgeworpen na het inslaan van het primaire object dat de eigenlijke krater deed ontstaan. In de gehele geschiedenis van de selenografie en het maken van maankaarten was enkel Johannes Hevelius in staat om aan de meest opvallende stralen rondom Tycho, net als aan de stralen rondom Copernicus, individuele namen te geven. Hij veronderstelde echter, op een verkeerdelijke manier, met bergachtige verhogingen op het maanoppervlak te doen te hebben en gaf ze namen van bergen en bergketens. Krater Tycho zelf aanzag hij voor een equivalent van een Aardse berg en gaf deze formatie de naam Mons Sinai naar de Sinaïberg in Egypte.

## De door Hevelius genaamde stralen van Tycho
In uurwijzerszin:
- Straal ten noordwesten van Tycho: Mons Sepher.
- Straal ten noordnoordoosten van Tycho: Mons Hermo.
- Straal ten oosten van Tycho: Mons Taurus.

## Lamèch'szuidpoolvan de maan
De Franse selenograaf Félix Chemla Lamèch (1894-1962) aanzag de stralenkrater Tycho als een soort zuidpool van de maan, waarbij de stralen rondom Tycho dienst deden als meridianen. Sommige maankaarten gemaakt na Lamèch's introductie van zijn zuidpool tonen inderdaad een indicatie van Lamèchs invloed. Zo is het namenstelsel van de oppervlakteformaties concentrisch gerangschikt, met Tycho als centrale as.

## De excentriciteit van krater Tycho ten opzichte van het stralenstelsel
Alhoewel Tycho algemeen aanzien wordt als het centrum van het grootste stralenstelsel op de maan, kan enige twijfel ontstaan indien men de exacte locatie van deze inslagkrater vergelijkt met het knooppunt van de radiaal divergerende stralen. Vooral de zuidzuidwestelijke straal wijkt duidelijk af en ligt westwaarts ten opzichte van de locatie van Tycho's centrum. Merkwaardig is ook de dubbele straal ten noordwesten van Tycho. Deze dubbele straal divergeert niet in radiale zin maar blijft een parallelle breedte behouden vanaf de plaats van ontstaan (Tycho) tot ongeveer aan de inslagkrater Bullialdus in Mare Nubium.

## Hell Q,Cassini's Bright Spot(Cassini's heldere vlek)
Een schijnbare plaatselijke verheldering in Tycho's moeilijk zichtbare en relatief korte noordnoordoostelijke straal kreeg van tal van maanwaarnemers de bijnaam Cassini's Bright Spot (Cassini's heldere vlek) en heeft met de straal afkomstig van Tycho niets te maken. De heldere vlek is een diffuus uitziend compact stralenstelsel afkomstig van een klein komvormig inslagkratertje met een ongewoon hoog albedo. Dit inslagkratertje met diameter 5 kilometer kreeg van de IAU (Internationale Astronomische Unie) de officieel erkende aanduiding Hell Q omdat het in de omgeving van de krater Hell ligt, in de walvlakte Deslandres. Hell Q is een positiebepalend punt tijdens de voortgang van de aardschaduw gedurende gedeeltelijke of totale maansverduisteringen.
De bijnaam Cassini's Bright Spot heeft te maken met de Italiaans-Franse astronoom en ingenieur Giovanni Domenico Cassini die de heldere vlek ten noorden van Tycho uitvoerig waarnam.

## De straal in Mare Serenitatis
De enkelvoudige straal in het zuidwestelijke gedeelte van Mare Serenitatis kan gemakkelijk aanzien worden als het uiteinde van een ongewoon lange straal afkomstig van Tycho, maar daar bestaat nog steeds twijfel over.

## Surveyor 7
Net ten noorden van krater Tycho landde in januari 1968 de onbemande maanlander Surveyor 7. Deze lander was de laatste in een serie van zeven waar vijf ervan geslaagde landingen uitvoerden. Surveyor 2 en Surveyor 4 sloegen in op het gebied bekend als Sinus Medii. De landing van Surveyor 7 ten noorden van Tycho moest dienen om een beter beeld te verkrijgen van de bodemgesteldheid aldaar, met het oog op een bemande maanlanding in het Apolloprogramma.

## Netwerk van groeven op de vloer van Tycho
De orbitale hogeresolutiefotos van de vloer van Tycho, genomen door de Lunar Reconnaissance Orbiter (LRO) tonen een netwerk van kriskras door elkaar heen lopende groeven die sterk doen denken aan de illustraties en schilderijen gemaakt door de pionier van de space-art Chesley Bonestell (1888-1986). Bonestell's schilderijen van chaotisch uitziende maanoppervlakken, alsook van chaotische oppervlakken op de planeet Mercurius, tonen gevaarlijk uitziende groeven waar astronauten in zouden kunnen verdwijnen. De vraag of de groeven op de vloer van Tycho eveneens diepten vertonen in de orde van tientallen meters is niet beantwoord.

## Ballistische antipode van Tycho
Het gebied van hooglandpoelen nabij krater Chandler op de achterzijde van de maan is de ballistische antipode van Tycho. De mogelijkheid is overwogen dat dit gebied een verzamelpunt vormt van uitgeworpen materiaal afkomstig van de inslag die verantwoordelijk is voor de vorming van Tycho.